# 原田和夫
原田 和夫（はらだ かずお、1937年（昭和12年）11月15日 - ）は、日本の銀行家。みちのく銀行頭取を務めた。

## 来歴・人物
秋田県出身。1961年（昭和36年）、当時の弘前相互銀行に入行。
労働組合副委員長、各支店長、企画調整、業務推進部長等を歴任する。また、海外出張は百回を超え特に中国、ロシアには50回以上訪れるなど、精力的な行動力には定評があった。
2000年（平成12年）、増田孝介頭取が健康上の理由で退任したため、副頭取から後任として昇格した。しかし、2005年（平成17年）5月20日に金融庁、東北財務局から業務改善命令と個人情報保護法に基づく勧告措置を受け、5月30日付で原田と大道寺小三郎会長は、引責辞任した上、ほとんどの役員も退任に追い込まれた。
ここに至った要因として、大道寺体制の負の側面が表出し、19年間にわたり頭取、会長を務め人事まですべてやるような大道寺個人への権力の集中が、長期政権にありがちな権力のゆがみや組織の機能不全を生み、コーポレートガバナンスの欠如を生み出したと指摘されている。

## 略歴
- 1960年（昭和35年）- 法政大学法学部卒業
- 1961年（昭和36年）- 弘前相互銀行入行
  - 以降、三内、浪館通、青森各支店長、企画調整、業務推進各部長等を歴任する
- 1990年（平成2年）- 取締役業務推進部長委嘱
- 1992年（平成4年）- 常務取締役
- 1994年（平成6年）- 専務取締役
- 1996年（平成8年）- 専務取締役企画調整部長委嘱
- 1998年（平成10年）- 副頭取
- 1999年（平成11年）- 副頭取業務推進部長委嘱
- 2000年（平成12年）- 頭取
- 2005年（平成17年）- 引責辞任